# Jacques Tits
Jacques Tits (12. srpna 1930, Uccle, Belgie – 5. prosince 2021) byl francouzský matematik belgického původu.
Je autorem či spoluautorem velkého množství vědeckých článků, zejména o teorii grup. Je držitelem několika významných matematických ocenění, především Wolfovy ceny za matematiku (1993) a Abelovy ceny (2008). Je po něm pojmenována Titsova grupa.